# 마크 데이먼
마크 데이먼(Mark Damon, 1933년 4월 22일~2024년 5월 12일)은 미국의 영화 제작자, 영화배우이다.

## 영화
- 라스트 풀 메저(2019년)
- 허리케인 하이스트(2017년)
- 산타모니카 인 러브(2014년)
- 론 서바이버(2013년)
- 더 트랩: 난간 끝에 선 남자(2011년)
- 이유없는 의심(2009년)
- 유니버셜 솔저 3 - 리제너레이션(2009년)
- 이츠 얼라이브(2008년)
- 비욘드 프렌드쉽(2006년)
- 4.4.4.(2006년)
- 미스언더스탠드(2005년)
- 비욘드 더 씨(2004년)
- 아이 인사이드(2003년)
- 유나이티드 스테이츠 오브 리랜드(2003년)
- PM 11:14(2003년)
- 몬스터(2003년)
- 익스트림 OPS(2002년)
- 피어닷컴(2002년)
- 더 바디(2001년)
- 머스킷티어(2001년)
- 러브 앤 섹스(2000년)
- 플란다스의 개(1999년)
- 빅 베어(1999년)
- 아이 오브 비홀더(1999년)
- 러브드(1997년)
- 오가즈모(1997년)
- 정글북 2(1997년)
- 블랙아웃(1997년)
- 페이탈 서스펙트(1997년)
- 위너(1996년)
- 정글북(1994년)
- 스탈린그라드: 최후의 전투(1993년)
- 레드 슈 다이어리(1992년)
- 히트맨(1991년)
- 와일드 오키드(1990년)
- 다크 엔젤(1989년)
- 유령 호텔(1988년)
- 내 친구는 외계인(1988년)
- 배트 21(1988년)
- 협곡의 실종(1986년)
- 에이라의 전설(1986년)
- 조니 5 파괴 작전(1986년)
- 네버엔딩 스토리(1984년)
- 콰이어보이(1977년)
- 뱀파이어섬의 비밀 (1973, Crypt Of Living Dead)
- 안지오의 영웅들(1968년)
- 편안히 쉬소서(1967년)
- La Morte Non Conta I Dollari(1967년)
- 블랙 사바스(1963년) - 블라디미르 두르페 역
- 영 레이서(1963년)
- 미녀와 야수(1962년)
- 지상 최대의 작전(1962년)
- 어셔가(1960년)
- 조로(1957년)
- 천국과 지옥(1956년)